# Bryan Ferry
Bryan Ferry CBE (nascut el 26 de setembre de 1945, Washington, Tyne and Wear) és un cantant, músic, compositor i actor anglès. Bryan Ferry es va fer famós a la dècada de 1970 com a vocalista i principal compositor de Roxy Music, inicialment amb Brian Eno. Bryan Ferry va gaudir d'una reeixida carrera amb tres àlbums número 1 així com 10 singles a les llistes de top ten al Regne Unit. Segueix tenint una reeixida carrera en solitari, després d'haver guanyat una nominació al Grammy en 2001.

## Discografia
- These Foolish Things (Octubre de 1973, UK #5)
- Another Time, Another Place (Juliol de 1974, UK #4)
- Let's Stick Together (Setembre de 1976, UK #19, US #160)
- In Your Mind (Febrer de 1977, UK #5, US #126)
- The Bride Stripped Bare (Abril de 1978, UK #13, US *159)
- Boys and Girls (Maig de 1985, UK #1, US #63)
- Bête Noire (Octubre de 1987, UK #9, US #63)
- Taxi (13 d'abril de 1993, UK #2, US #79)
- Mamouna (20 de setembre de 1994, UK #11, US #94)
- As Time Goes By (15 d'octubre de 1999, UK #16, US #199)
- Frantic (18 de maig de 2002, UK #6, US #189)
- Dylanesque (2007)
- Olympia (2010)
- The Jazz Age (2012)
- Avonmore (2014)
- Bitter-Sweet (2018)
- Loose Talk (2025)